# Patrícia Lima
Patrícia Andreia Da Silva Lima (Matosinhos, 3 de febrero de 1995) más conocida como Patri Lima es una jugadora de balonmano portuguesa que juega para el Costa del Sol Málaga y la selección portuguesa.

## Trayectoria
Patricia empezó jugando al balonmano cuando tenía 13 años. Se formó en el Académico FC Andebol y, en el 2013 se unió al proyecto del Colégio de Gaia, donde llegó a competir en EHF durante 5 temporadas (Challenge Cup y la EHF European Cup). Con el equipo portugués ganó 2 Campeonatos nacionales y 2 Taça de Portugal. 

### España
En la temporada 2019–20 cruzó la frontera y se alistó en las filas del Mecalia Atlético Guardés en unas temporadas donde llegó a disputar una final de la EHF European Cup y se proclamó subcampeona en la, hasta ahora, mayores números de cara a portería con un total de 40 dianas europeas.
Fue una de la triada de capitanas más recordadas de A Sangriña, junto a Carla Gómez y Marisol Carratú, tras la salida de Estela Doiro del club miñoto. Y, en la temporada 2021–22 tuvo que "dar un paso al frente" por la inesperada baja de Hannah Nunes y evolucionó en su faceta defensiva, dirigiendo desde la posición de central el juego del Guardés.
En marzo se filtró su salida al Costa del Sol Málaga y, tras su eliminación en el play off por el título de la temporada 2022–23 anunció su salida del club del Bajo Miño. La escuadra malacitana anunció su fichaje al día siguiente por una temporada, donde comparte vestuario con Eli Cesáreo y puesto con Silvia Arderius y Estela Doiro. Con el club andaluz estuvo hasta la 2024/25, año en el que fichó por el Lublin polaco.

### Datos(a fecha de septiembre de 2023):[12]
|          | Liga | Copa | EHF | Total |
| -------- | ---- | ---- | --- | ----- |
| Partidos | 90   | 10   | 48  | 148   |
| Goles    | 242  | 24   | 87  | 353   |

## Palmarés
- 2 x Campeonato Nacional de Andebol Feminino (2016–17, 2018–19)
- 2 x Taça de Portugal (2016–17, 2018–19)

### Premios individuales
- Mejor jugadora del campeonato portugués (2016–17)[4]
- Mejor central en la Copa de la Reina (2021–22)[13]
- Mejor jugadora portuguesa en el extranjero (2022-23)[14]